# 斯科德梅德特峰
72°50′S 3°51′W / 72.833°S 3.850°W
斯科德梅德特峰是南極洲的山峰，位於東部南極洲的毛德皇后地，屬於博格地塊的一部分，處於赫格豐納山西南9公里，現時受南極條約體系管理。